# 羅得西亞紋鮭脂鯉
羅得西亞紋鮭脂鯉為輻鰭魚綱脂鯉目脂鯉亞目鮭脂鯉科的其中一種，為熱帶淡水魚，分布於非洲三比西河上游、卡裡巴湖、Kafue河等流域，體長可達5.7公分，棲息在底中層水域，生活習性不明，可做為觀賞魚。

## 扩展阅读
維基物種上的相關：羅得西亞紋鮭脂鯉